# Jelena Karpova
Jelena Viktorovna Karpova (Russisch: Елена Викторовна Карпова) (Leningrad, 14 juni 1980) is een Russisch voormalig basketbalspeelster die uitkwam voor het nationale team van Rusland.

## Carrière
Karpova begon haar carrière bij Lotos VBW Clima Gdynia uit Polen in 1997. Met die club werd ze twee keer Landskampioen van Polen in 1997 en 1999. In 1999 stapt ze ober naar UAB Wien in Oostenrijk. Na één jaar gaat ze naar MBK Ružomberok in Slowakije. In 2002 gaat ze spelen voor Femminile Schio in Italië. Met die club wint ze de Ronchetti Cup in 2002 door in de finale te winnen van Tarbes Gespe Bigorre uit Frankrijk. In 2002 verhuist ze naar BLMA in Frankrijk. In 2004 keert ze terug naar Rusland om te spelen voor Dinamo Moskou. In 2005 gaat ze naar Spartak Sint-Petersburg. In 2007 verhuist ze naar Tsjechië om te spelen voor ZVVZ USK Praag. In 2008 stapt ze over naar UMMC Jekaterinenburg. Met UMMC wint ze het landskampioenschap van Rusland en wordt ze bekerwinnaar van Rusland in 2009. In 2009 stopt ze met basketbal.
Karpova kreeg de onderscheiding Meester in de sport van Rusland en de Medaille voor het dienen van het Moederland op 3 oktober 2006.

## Erelijst
- Landskampioen Rusland: 1
  - Winnaar: 2009
  - Tweede: 2005
- Bekerwinnaar Rusland: 1
  - Winnaar: 2009
- Landskampioen Polen: 2
  - Winnaar: 1997, 1999
- Ronchetti Cup: 1
  - Winnaar: 2002
- Olympische Spelen:
  - Brons: 2004
- Wereldkampioenschap:
  - Zilver: 2006
- Europees Kampioenschap:
  - Zilver: 2001, 2005